# Cyateovité
Cyateovité (Cyatheaceae) je čeleď kapradin z řádu cyateotvaré. Je to největší skupina žijících stromovitých kapradin, dorůstajících výšky až 20 metrů. Jsou rozšířeny v horských a mlžných lesích v tropech celého světa.

## Popis
Kapradiny z čeledi cyateovité jsou nazývány také 'šupinaté stromové kapradiny', neboť oproti jiným skupinám stromových kapradin mají na kmenech a na řapících listů charakteristické šupiny.
Kmen je nevětvený, nejčastěji přímý a dosahující výšky 1 až 20 metrů nebo výjimečně krátce plazivý, pokrytý šupinami a někdy i ostny. Cévní svazky jsou v jednoduchém kruhu (diktyostélé). Listy tvoří rozměrnou vrcholovou růžici, obvykle jsou 1 až 5 metrů dlouhé, u některých zástupců slabě dvojtvárné, v pupeni spirálovitě stočené. Na hlavních i postranních žilkách svrchní i spodní strany listů bývají chlupy nebo šupiny. Čepel listů je nejčastěji 1x až 2x zpeřená a s lístky hluboce zpeřeně laločnatými, řidčeji nedělená nebo až 4x zpeřená. Žilky v posledních segmentech listů jsou zpeřené, nevětvené nebo 1x až 2x vidličnatě větvené, obvykle volné.
Okrouhlé výtrusné kupky se tvoří na žilkách na spodní straně listů, se zvýšeným nebo nízkým lůžkem, bezobalné nebo s ostěrou umístěnou pod výtrusnou kupkou a částečně či téměř zcela ji obklopující. Sporangia mají nepřerušený prstenec a obsahují 16, 32 nebo 64 spor. Spory jsou kulovité nebo tvaru čtyřstěnu, s tenkou vnější stěnou. Gametofyt je pozemní, zelený, srdčitého tvaru nebo poněkud protáhlý. Archegonia a antheridia se vytvářejí na spodní straně.

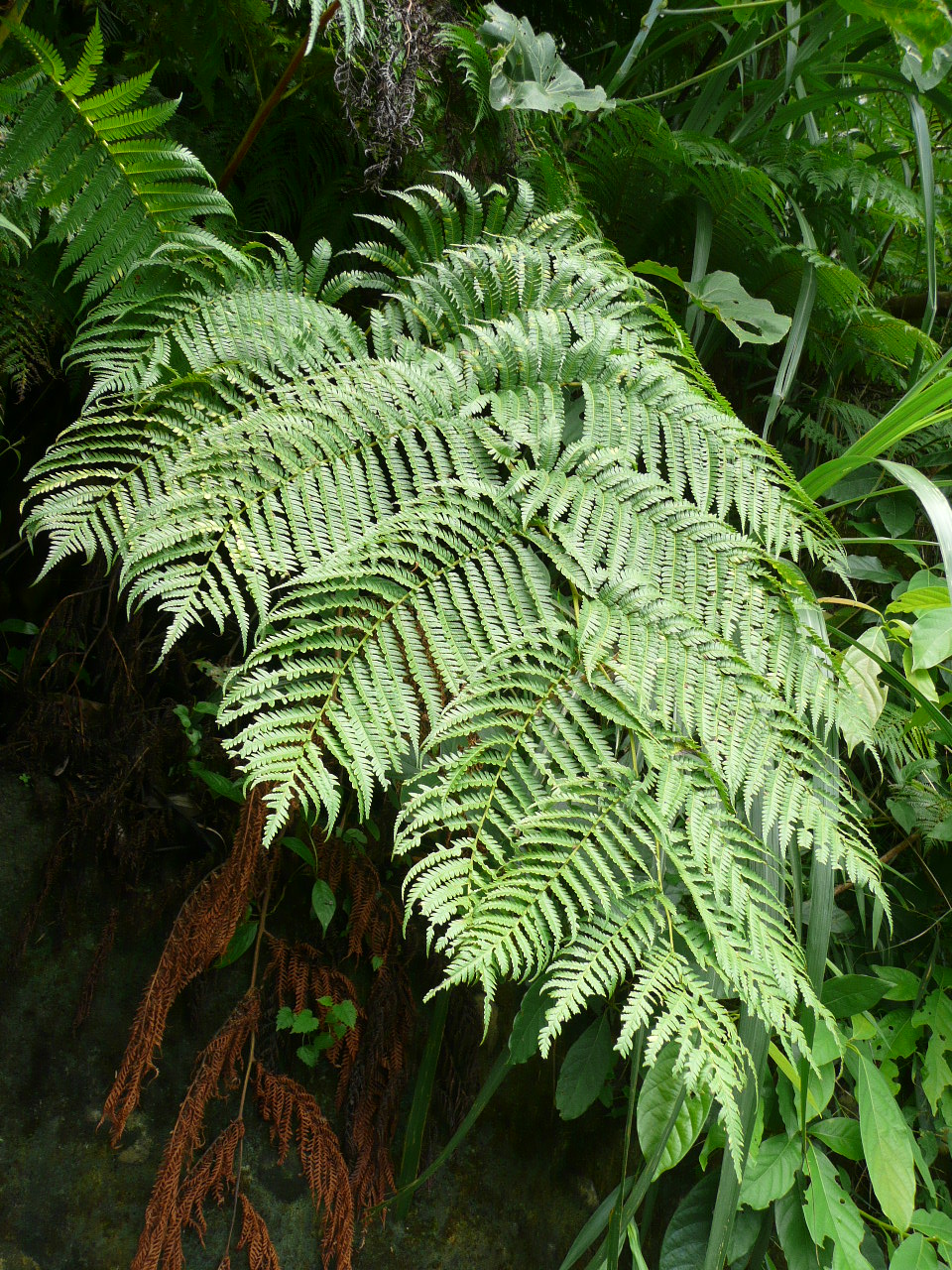
List Sphaeropteris lepifera
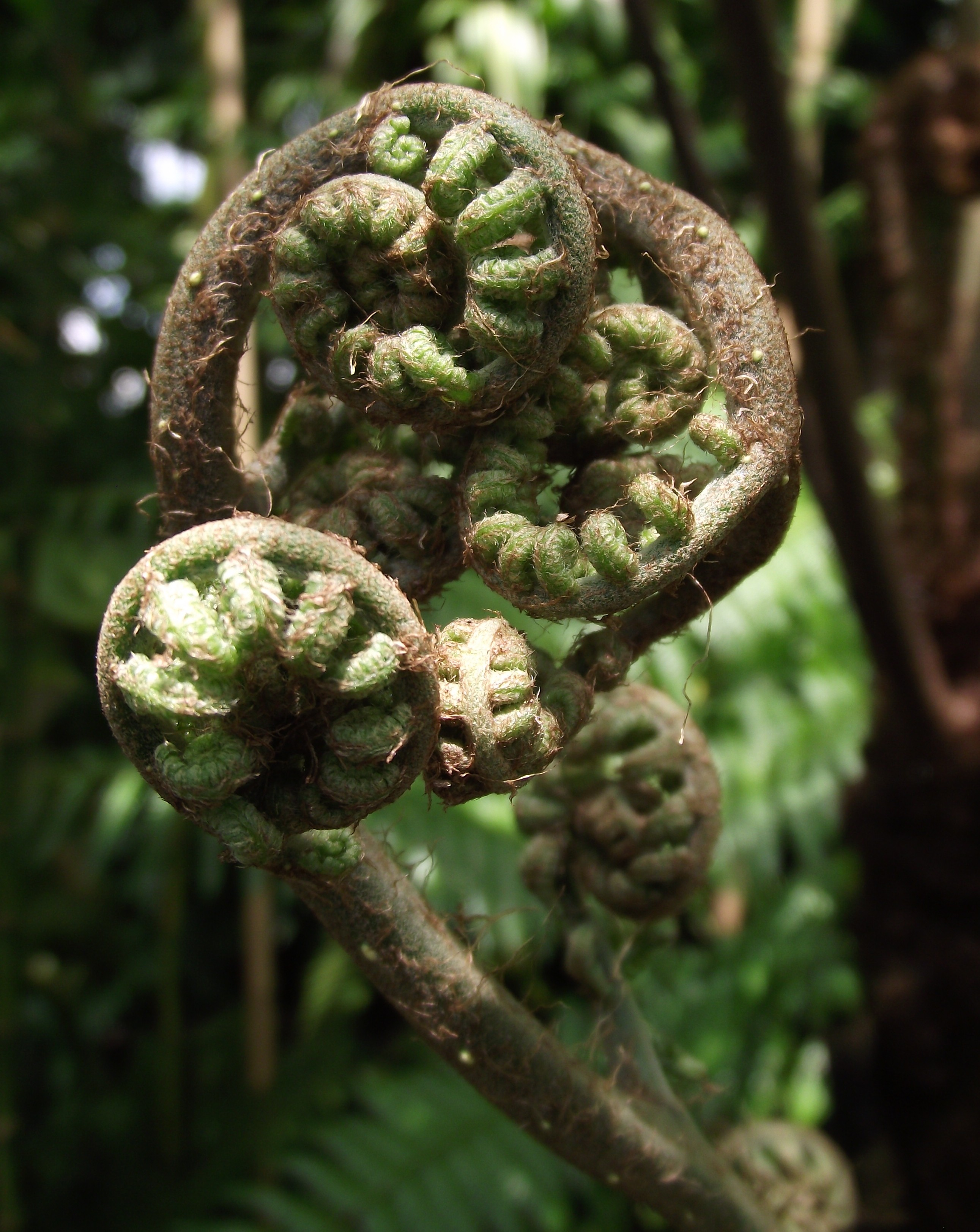
Rozvíjející se listy Alsophila firma
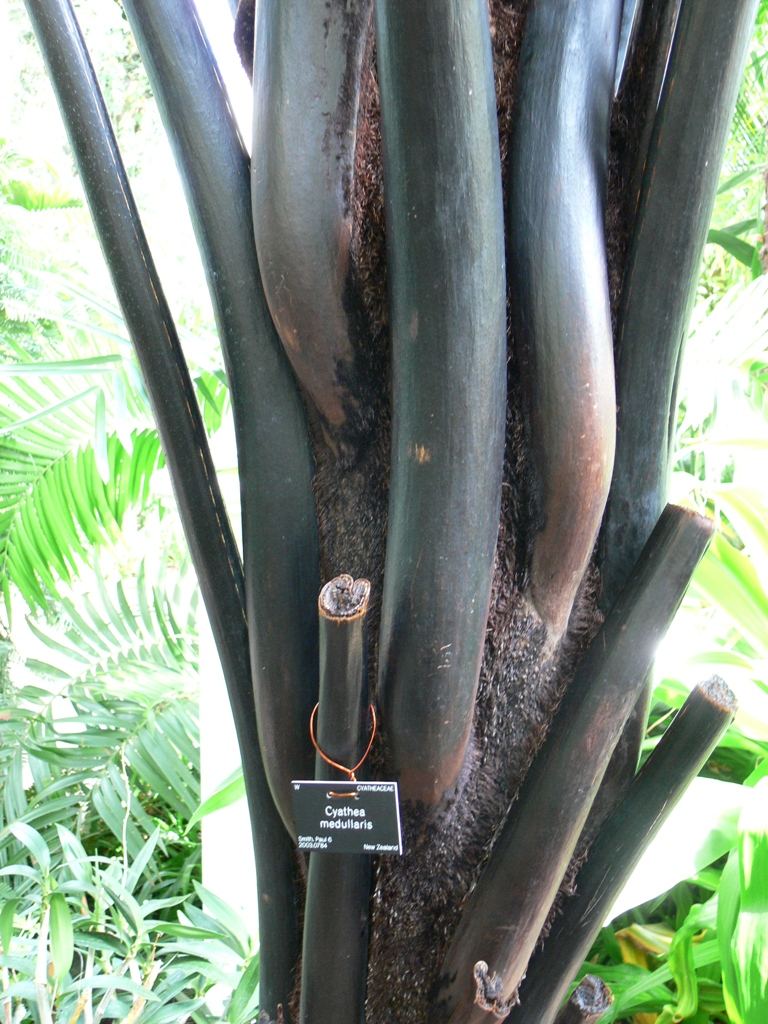
Kmen Cyathea medullaris
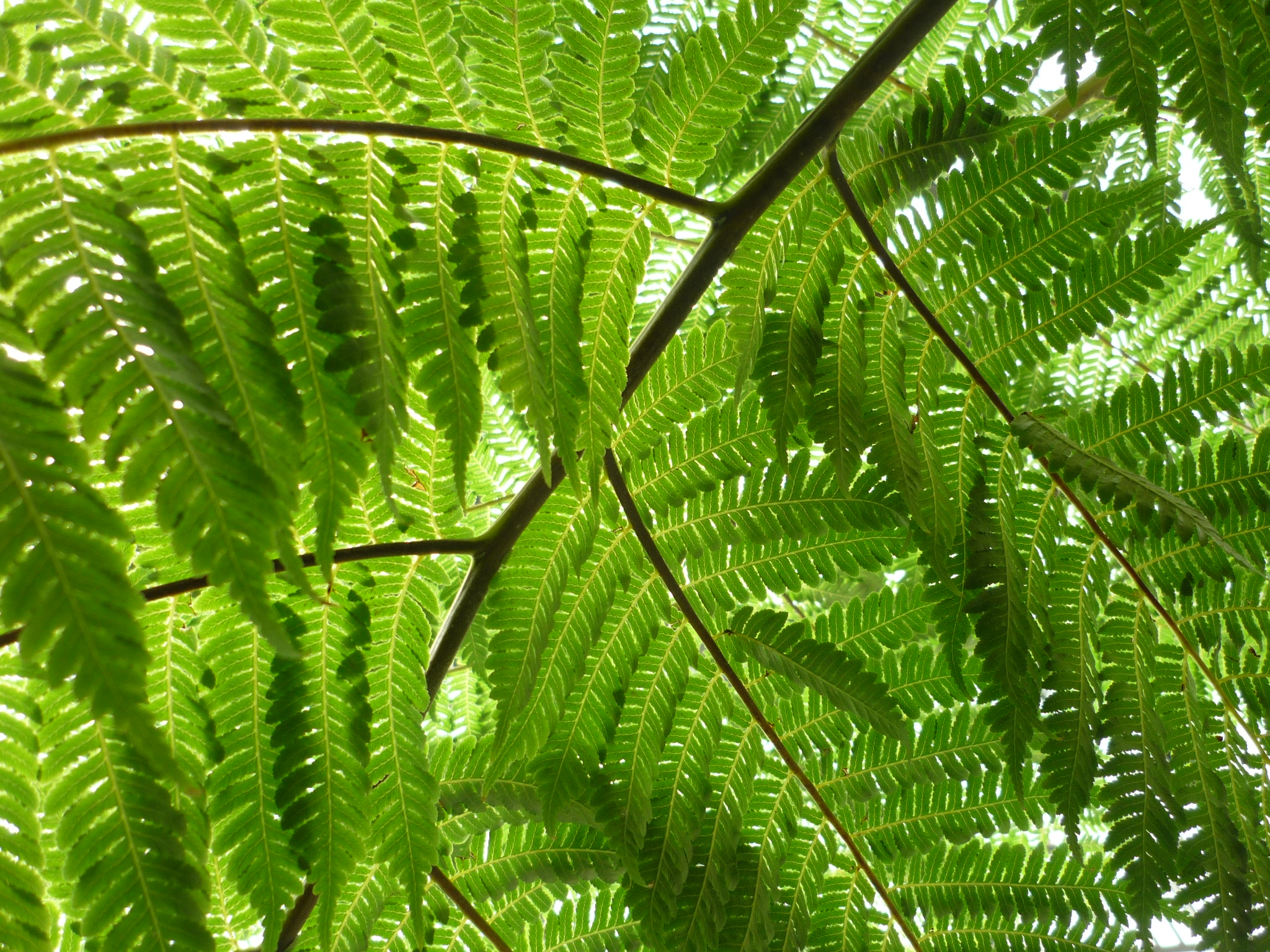
Detail listu Cyathea australis
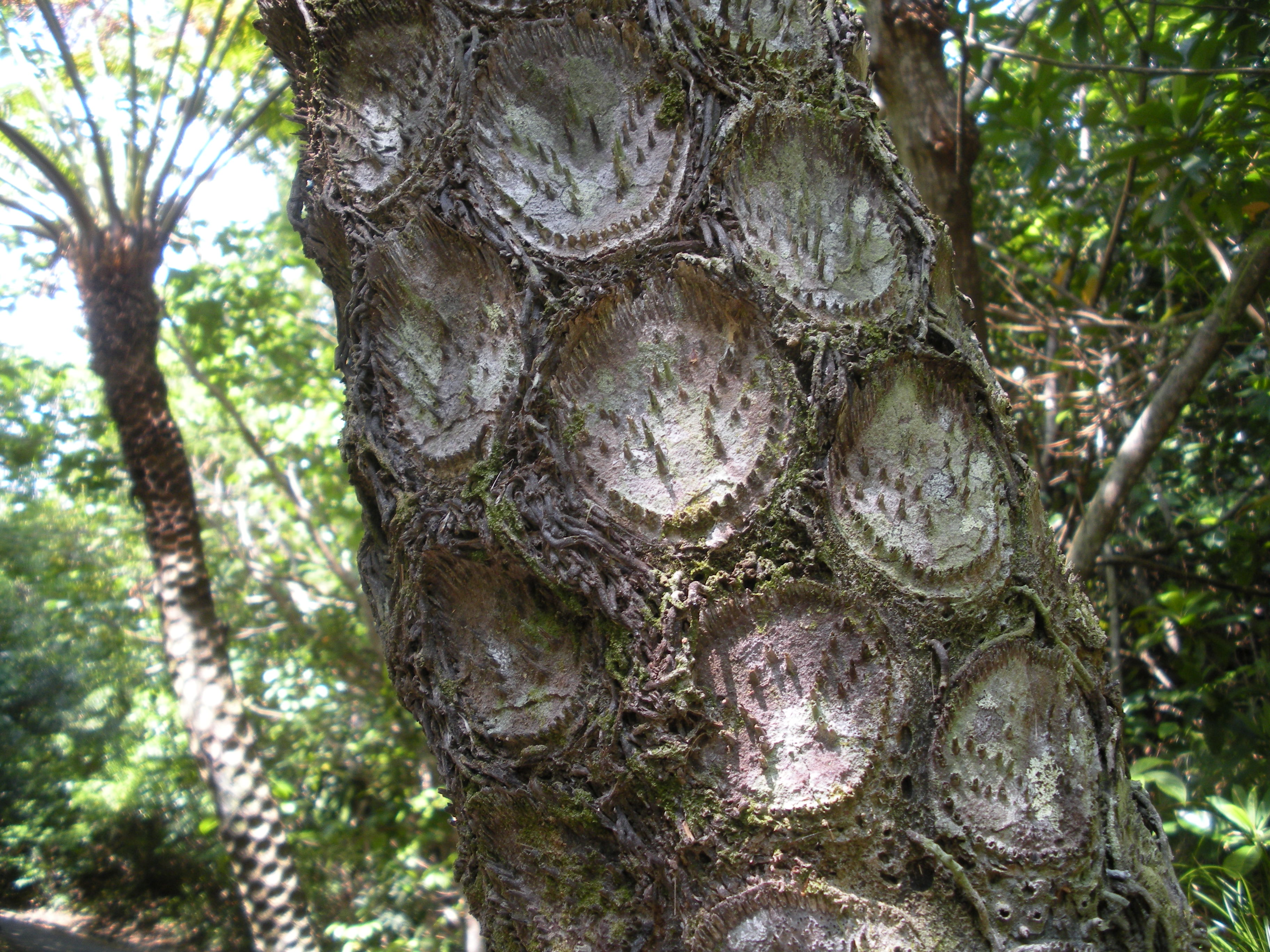
Kmen Cyathea mertensiana

## Rozšíření
Čeleď cyateovité zahrnuje 4 rody a asi 500 až 600 druhů stromovitých kapradin. Vyskytuje se v tropech celého světa. Největší rody jsou Alsophila, Sphaeropteris a Cyathea. V Evropě tato čeleď není zastoupena. Stromovité kapradiny z této čeledi tvoří charakteristickou součást vlhkých tropických horských a mlžných lesů. Některé druhy přesahují za hranice tropů, např. na Novém Zélandu, v Jižní Americe a v Číně, Japonsku a Indii. Mnozí zástupci jsou endemity tropických hor nebo oceánských ostrovů, nalezneme zde však i druhy se širokým areálem rozšíření.

## Taxonomie
V roce 2007 byla publikována molekulární studie čeledi Cyatheaceae. Rod Sphaeropteris byl rozeznán jako bazální větev, sesterská všem ostatním zástupcům čeledi. Ostatní rody s výjimkou tohoto mají specifické šupiny na řapíku s okrajem tvořeným menšími a jinak orientovanými buňkami než v centru šupiny. Do rodu Cyathea byly vřazeny rody Cnemidaria, Hymenophyllopsis a Trichipteris. Byl ustaven nový rod, Gymnosphaera, do té doby jako sekce rodu Alsophila téhož jména.

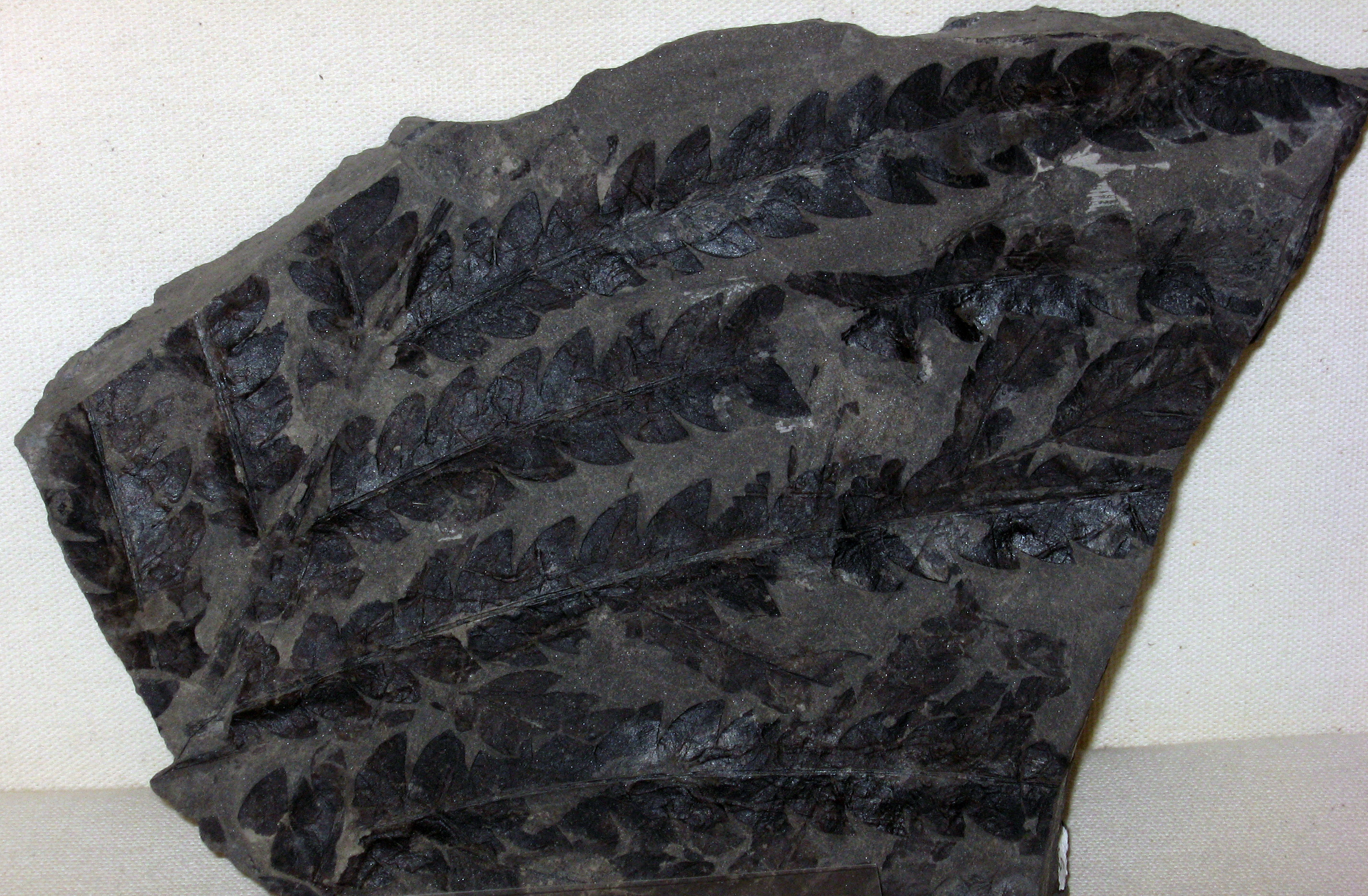
Zkamenělá Cyathea pinnata, eocén

## Historie
Nejstarší nálezy zkamenělých kapradin řazených do čeledi Cyatheaceae jsou datovány do jury a spodní křídy (Cyathocaulis, Cebotiocaulis). Protopteris, kapradina datovaná do spodní křídy a popsaná na základě nálezu z Čech, má cévní svazky velmi podobné dnešním kapradinám rodu Cyathea a Alsophila, zatímco jiné znaky ji kladou spíše do Dicksoniaceae. Další fosilní Cyatheaceae třetihorního stáří jsou např. Cyatheodendron texanum z Texasu a Dendropteridium
cyatheoides z východní Afriky.

## Zástupci
- alsofila (Alsophila)
- cyatea (Cyathea)[6]

## Význam
Některé druhy stromovitých kapradin jsou pěstovány jako okrasné rostliny. Vláknité kořeny bývají používány jako součást substrátu pro epifyty. Bývají také pěstovány jako zajímavost v botanických zahradách. Několik druhů rodu cyatea je možno vidět například ve sklenících Pražské botanické zahrady v Tróji.

## Přehled rodů
Alsophila, Cyathea, Gymnosphaera, Sphaeropteris